# Cucugnan
Cucugnan is een plaats in de streek Corbières in het departement Aude in de regio Occitanie in het zuiden van Frankrijk.
Het behoort tot het arrondissement Narbonne en het kanton Tuchan.
De inwoners worden Cucugnanais genoemd.
Vlak bij Cucugnan ligt het Château de Quéribus. Het ligt boven op een rots op 729 m hoogte.
De leenheer is Chabert de Barbera. Het kasteel is te bezoeken en bestaat uit twee zalen en een donjon.

## Geografie

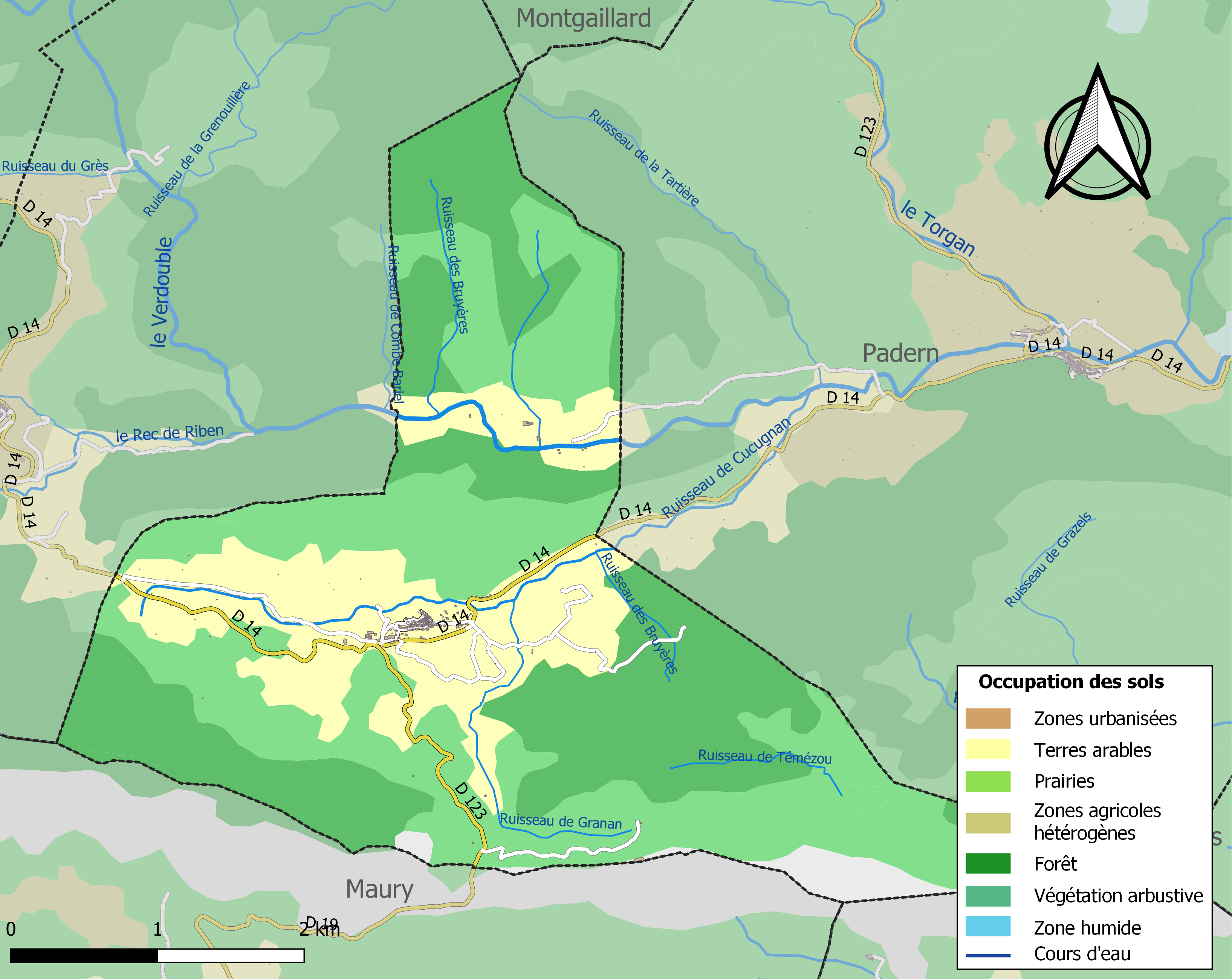
Kaart van de gemeente met de belangrijkste infrastructuur, bodemgebruik en omliggende gemeenten

## Demografie
Onderstaande figuur toont het verloop van het inwonertal (bron: INSEE-tellingen).

Vanwege een beveiligingsprobleem met de MediaWiki Graph-software is het momenteel niet mogelijk deze grafiek weer te geven. Zodra de software is bijgewerkt zal de grafiek vanzelf weer zichtbaar worden.